# Gisela Stammer
Gisela Stammer (* 1952 in Visselhövede) ist eine deutsche Schriftstellerin.

## Leben
Gisela Stammer wuchs in Nindorf, einem Ortsteil von Visselhövede, auf. Sie absolvierte zunächst eine Ausbildung zur Hauswirtschaftsgehilfin und studierte anschließend Literaturwissenschaft und Philosophie. Nach dem Studium unterrichtete sie an einer Beruflichen Schule. Seit dem Jahre 2009 schreibt Stammer Romane. Gisela Stammer lebt seit vielen Jahren in Darmstadt.

## Veröffentlichungen (Auswahl)
- Bauernkanari – Roman eines Jahrhundertlebens, Verlag Atelier im Bauernhaus, 2009, ISBN 978-3-88132-319-2.
- Heimlichmilch, Verlag Atelier im Bauernhaus, 2014, ISBN 978-3-88132-991-0.
- Heugebläse, Verlag Atelier im Bauernhaus, 2019, ISBN 978-3-96045-024-5.
- Goldkuhle, Verlag Atelier im Bauernhaus, 2023, ISBN 978-3-96045-339-0.